# Châteauneuf-en-Thymerais
Châteauneuf-en-Thymerais è un comune francese di 2 641 abitanti situato nel dipartimento dell'Eure-et-Loir nella regione del Centro-Valle della Loira.

## Società

### Evoluzione demografica
Abitanti censiti